# 敖伦布拉格镇
敖伦布拉格镇，是中华人民共和国内蒙古自治区阿拉善盟阿拉善左旗下辖的一个乡镇级行政单位，又称巴音毛道行政管理区。1968年内蒙古开始建设兵团，这里属于第一师第六团，共有十二个连队。1980年兵团改建为农场，更名为巴音毛道农场，共有九个分场。

## 行政区划
敖伦布拉格镇下辖以下地区：
富林社区、富泉社区、巴彦哈日嘎查、和平嘎查、其格扎格嘎查、蒙和哈日根嘎查、宝特根乌素嘎查、查干德日斯嘎查、希尼乌素嘎查、图克木嘎查和巴彦毛道嘎查。